# Bodo Krause (Politiker)
Bodo Krause (* 1969 in Konstanz) ist ein deutscher Kommunalpolitiker (CDU). Er ist seit 2025 Bürgermeister der Gemeinde Kleinmachnow.

## Politische Tätigkeit
Krause war ab 2015 als sachkundiger Einwohner in der Gemeindevertretung Kleinmachnow tätig. Bei der Gemeindevertretungswahl am 9. Juni 2024 wurde er mit 1.068 Stimmen für die CDU in die Gemeindevertretung gewählt.
Für die Bürgermeisterwahl im Januar 2025 stellten ihn die Kleinmachnower Ortsverbände der CDU und FDP auf. Er konnte sich in der Stichwahl am 16. Februar 2025 gegen Markus Schmidt, den Kandidaten der SPD, mit 55,6 % der gültigen Stimmen durchsetzen. Er trat das Amt am 7. April 2025 an.

## Berufliche Laufbahn
Nach dem Abitur begann Bodo Krause ein Studium der Betriebswirtschaftslehre in Marburg, welches er 1995 in Gießen als Diplom-Kaufmann abschloss. Bis 2001 arbeitete Krause für Bertelsmann, worauf er bis 2013 verschiedene Führungspositionen in der Axel Springer SE innehatte. Von 2013 bis 2024 arbeitete er für die Funke Mediengruppe.
Vor seinem Amtsantritt war er als Verlagsleiter in einem Verlag für Musikzeitschriften tätig.

## Privates
Bodo Krause wuchs in Hamburg und Königswinter auf. Er ist seit 1996 verheiratet und hat eine Tochter. Krause ist seit 2005 wohnhaft in Kleinmachnow.
2012 absolvierte Krause eine Ausbildung zum Feuerwehrmann und engagiert sich seitdem in der Freiwilligen Feuerwehr Kleinmachnow.